# HNLMS O 4
Le HNLMS O 4 ou Hr.Ms. O 4 est un sous-marin de la classe O 2 de la Koninklijke Marine, destiné à être utilisé dans les eaux territoriales de l'Europe.

## Histoire
Le sous-marin a été commandé le 18 décembre 1911. Le 15 juin 1912, la quille du O 4 est posé à Flessingue au chantier naval de la Damen Schelde Naval Shipbuilding. Le lancement du O 4 a lieu le 5 août 1913.
Le O 4 s'est écarté sur plusieurs points des autres navires de la classe O 2. Un sonar passif et deux périscopes rétractables (au lieu du périscope Zeiss sur les 2 premiers sous-marins) ont été installés sur le navire, ce qui en fait le premier sous-marin de la marine néerlandaise à disposer de cet équipement. En outre, il a été le premier sous-marin néerlandais à être équipé d'un "renifleur" en 1918. Un renifleur (schnorkel) est un tube étroit destiné à aspirer l'air pour que le moteur diesel puisse également être utilisé sous l'eau. Le renifleur installé sur le O 4 était loin d'être optimal.
Le 17 juin 1914, le navire est mis en service dans la marine. Pendant la première guerre mondiale, le navire était basé à Flessingue. Les Pays-Bas étant neutre, il ne prend pas part au conflit. La reine Wilhelmina a visité le navire le 22 décembre 1914.
En 1935, le O 4 est mis hors service.